# Hélène Delavault
 (janvier 2025).
La mise en forme du texte ne suit pas les recommandations de Wikipédia : il faut le « wikifier ».
Les points d'amélioration suivants sont les cas les plus fréquents. Le détail des points à revoir est peut-être précisé sur la page de discussion.
- Les titres sont pré-formatés par le logiciel. Ils ne sont ni en capitales, ni en gras.
- Le texte ne doit pas être écrit en capitales (les noms de famille non plus), ni en gras, ni en italique, ni en « petit »…
- Le gras n'est utilisé que pour surligner le titre de l'article dans l'introduction, une seule fois.
- L'italique est rarement utilisé : mots en langue étrangère, titres d'œuvres, noms de bateaux, etc.
- Les citations ne sont pas en italique mais en corps de texte normal. Elles sont entourées par des guillemets français : « et ».
- Les listes à puces sont à éviter, des paragraphes rédigés étant largement préférés. Les tableaux sont à réserver à la présentation de données structurées (résultats, etc.).
- Les appels de note de bas de page (petits chiffres en exposant, introduits par l'outil «  Source ») sont à placer entre la fin de phrase et le point final[comme ça].
- Les liens internes (vers d'autres articles de Wikipédia) sont à choisir avec parcimonie. Créez des liens vers des articles approfondissant le sujet. Les termes génériques sans rapport avec le sujet sont à éviter, ainsi que les répétitions de liens vers un même terme.
- Les liens externes sont à placer uniquement dans une section « Liens externes », à la fin de l'article. Ces liens sont à choisir avec parcimonie suivant les règles définies. Si un lien sert de source à l'article, son insertion dans le texte est à faire par les notes de bas de page.
- La présentation des références doit suivre les conventions bibliographiques. Il est recommandé d'utiliser les modèles {{Ouvrage}}, {{Chapitre}}, {{Article}}, {{Lien web}} et/ou {{Bibliographie}}. Le mode d'édition visuel peut mettre en forme automatiquement les références.
- Insérer une infobox (cadre d'informations à droite) n'est pas obligatoire pour parachever la mise en page.

Pour une aide détaillée, merci de consulter Aide:Wikification.
Si vous pensez que ces points ont été résolus, vous pouvez retirer ce bandeau et améliorer la mise en forme d'un autre article.
Pour les articles homonymes, voir Huguette Delavault et Jean-Philippe Delavault.
 (février 2021).
Si vous disposez d'ouvrages ou d'articles de référence ou si vous connaissez des sites web de qualité traitant du thème abordé ici, merci de compléter l'article en donnant les références utiles à sa vérifiabilité et en les liant à la section « Notes et références ».
Hélène Delavault, née le 2 juin 1950 à Paris, est une chanteuse mezzo-soprano lyrique, qui construit ses récitals en intégrant la dimension théâtrale.

## Biographie
- Études de lettres (licence de lettres modernes) et de piano au conservatoire de Rennes[1].
- Premier prix du Conservatoire national supérieur de musique de Paris en 1977.
- Diplôme de professional studies de la Juilliard School de New York en 1979-1980.
- Également chanteuse de cabaret et chanteuse de variété.
- De Purcell à La Périchole, de Schubert au Tango stupéfiant, jusqu'à l'histoire en chansons des cabarets du XXe siècle.
- Elle incarne la Carmen de Peter Brook au théâtre des Bouffes du Nord en 1981, puis au cinéma, ce qui lui vaut une nomination aux Ace Awards comme Best Actress in a musical.
- En 1983, elle crée au Théâtre de la Bastille à Paris Le Tango stupéfiant, spectacle qui évoque les œuvres inspirées du monde du cabaret. Ce spectacle est repris au théâtre Almeida de Londres et donne lieu à un film pour la télévision, produit par Channel 4.
- En 1989, elle écrit et joue La Républicaine au théâtre des Bouffes du Nord[2] lors des fêtes du bicentenaire de la Révolution. Chansons historiques arrangées par Yves Prin. Ce spectacle fut attaqué le 6 janvier 1989 par les « Camelots du roi », militants contre-révolutionnaires d'Action française.
- En 1992, L'Absinthe, avec, au piano, Irène Aïtoff, dernière accompagnatrice d'Yvette Guilbert, évoque le monde des cabarets de Montmartre de la fin du XIXe siècle.
- En 1994, puis en tournée en Allemagne jusqu'à 1996, Les Rues de la nuit met en parallèle la chanson de cabaret berlinoise et le music-hall parisien des années 1920 et 1930[3].
- En mai 2021, elle est nommée par la Ministre de la Culture Roselyne Bachelot Commandeur des Arts et des Lettres.

## Distinctions
- Commandeur de l'ordre des Arts et des Lettres (2021)[4]

## Spectacles

### Opéra, opéra-comique et comédie musicale
- 1977 - Ahmed Essyad : Le collier des Ruses, Festival d'Avignon
- 1978 - Rossini : La Cenerentola (rôle de Tisbé), Festival de Spoleto
- 1978 - Georges Aperghis : Histoires de Loups, Strasbourg – Paris
- 1980 - Maurice Ohana : Syllabaire pour Phèdre, Bordeaux - Rennes - Paris – Toulouse
- 1981-88 – Bizet-Constant : La Tragédie de Carmen, adaptation de Peter Brook, France - Italie - Allemagne - Espagne - London - Israël - New York - Tokyo – Canada
- 1983 - Philippe Hersant : Les Visites espacée, Festival d'Avignon
- 1984 - M. Mussorgsky : Boris Godunov (rôle de Nana), Opéra de Paris
- 1984-85 - J. Strauss : Die Fledermaus (rôle de Orlovsky), Paris, Châtelet – Nancy
- 1984 - J. Offenbach : La Périchole (rôle de Périchole), Paris, Théâtre des Champs-Élysées
- 1986 - Purcell : Dido et Aeneas (rôle de Dido), Scottish Opéra
- 1991-92 – J. Offenbach : La Vie parisienne (rôle de Metella), Opéra de Lyon
- 1993 - Bruno Gillet : Le Surmâle (rôle d'Ellen), Opéras de Rouen et de Caen
- 1995 - Betsy Jolas : Schliemann (rôle de Nelly), Opéra de Lyon
- 1999-2000 – Monteverdi : Le couronnement de Poppée (rôle de Nutrice), Les Musiciens du Louvre
- 2006-2007 - Kurt Weill : Signé Vénus (rôle de Vénus), Opéra de Lyon, tournée
- 2007 - Germaine Tillion : Le Verfügbar aux enfers, Théâtre du Châtelet
- 2012-2013 Samuel Barber : Vanessa (rôle de la Baronne), Théâtre d’Herblay, opéra de Metz

### Concerts avec orchestre
- Vivaldi : Gloria, dir. J.-Claude Malgoire
- Mozart : Requiem
- Pergolèse : Stabat Mater
- Ravel	: L'enfant et les sortilèges, dir. Marc Soustrot
- Stravinsky : Pulcinella, dir. Manuel Rosenthal
- Mahler : Troisième Symphonie, Orch. des Pays de Loire
- Strauss : Walzes, Orch. de Lyon
- Offenbach : Arias, Orch. de Lille
- Kurt Weill : Das Kleine Mahagonny, Orch. Phil. Radio France
- M. Constant : L'Ange Bleu, dir. Marius Constant
- René Koering : Thérèse, Orch. Phil. Radio France
- Eric Satie : Songs, Orch. Hessicher Rundfunk Frankfurt
- Monteverdi : L’Incoronazione di Poppea, Marc Minkovski, Cité de la musique Paris
- Duparc, Offenbach, chansons françaises Orch. symphonique de Jerusalem, dir. L. Petitgirard
- Y. Prin : De amor desesperado Ensemble TM+
- Y. Prin : Les amants Orch. d’Auvergne, dir. Arie Van Beck
- Music-hall Chansons des années 1940 et 1950 Orch. Phil. Strasbourg (31 décembre 2007)

### Télévision et films
- La Tragédie de Carmen, Peter Brook, FR3
- Le Tango stupéfiant, FR3
- Musicales Alain Duault, FR3
- Les Heures chaudes de Montparnasse, JM Drot, Arte
- Hommage à Eric Satie, Dominique Gros,	Arte
- Hommage à Darius Milhaud, Dominique Gros,	Arte
- La Vie parisienne (Offenbach), mise en scène A. Françon, FR3/Mezzo
- La Nuit des musiciens, Le Trianon 2003, FR3 2006
- Les Vivants et les Morts, Gérard Mordillat, France 2 2009

### Spectacles divers
- Cave of memory de Hans-Jürgen Syberberg, Hamburger Bahnhof Berlin 1997
- Le Gars (Marina Tsvétaïeva), mise en scène Lukas Hemleb -Berlin, Lausanne, Anvers, Bourges, Rouen, Montluçon – 1999-2000
- Les Monologues du vagin (Eve Ensler), Paris, Avignon 2002-2003
- Le Prince de Hombourg de Kleist (rôle de l’Electrice), mise en scène de Marie-José Malis (mars à mai 2009)
- Farben de Mathieu Bertholet, mise en scène Véronique Bellegarde, Saint-Quentin-en Yvelines, Nancy, Limoges, Forbach 2012, Théâtre de la Tempête 2015

### Mises en scène
- X-Y ou le Chant du Chromosome. Atelier volant du TNT –mai 2004
- Un mari à la porte (Offenbach) et Rita (Donizetti) CNSM de Lyon -janvier 2009

#### Spectacles personnels
1983 - 1985 Le Tango stupéfiant
Un cabaret, quelque part dans le monde. C. Lavoix, piano 119 représentations : France-U.S.A-Allemagne-Italie- Grande-Bretagne -Espagne-Australie-Hong Kong Filmé pour Channel 4 et FRANCE 3
1984-1985 Amours et Trahisons
De la chanson de répertoire au jazz Yves Prin, piano 57 représentations : France-Allemagne-Espagne- Roumanie-Italie-Grande-Bretagne (Festival d'Edimbourg, Southbank London)
1989 La Républicaine
Chansons de la révolution française et d'autres révolutions. Y. Prin, piano et arrangements, J. Cohen, piano- J.L. Matinier, accordéon 146 représentations : France-Allemagne-Londres-Italie-Scandinavie-Princeton Enregistré par Le Chant du Monde
1991 Je m'appelle Eric Satie, comme tout le monde Textes et musique d'Eric Satie Pour deux chanteurs et deux pianistes C. Ivaldi et C. Lavoix, piano- P. Danais, baryton 23 représentations
1992 L'Absinthe Chansons de Montmartre 1900 60 représentations : France-G.B-Portugal-Italie Enregistré par Erato Musi-France Irène Aïtoff, piano
1993-1996 Les Rues de la Nuit Paris-Berlin 1920-1930 26 représentations : France-Allemagne Enregistré par Le Chant du Monde Yves Prin, piano
Dec.1994 Horizons Chimériques Un voyage pour une mezzo et un baryton, à travers des mélodies et Lieder de Schubert, Schumann, Brahms, Fauré, Duparc O. Lallouette, baryton- Susan Manoff, piano
1998-1999 Le Mot et la Chose Création Théâtre de la Ville (salle des Abbesses – avril 1998) Répertoire de la chanson libertine au xviiie siècle avec Gilles David, comédien, et un trio de musique baroque. Jory Vinikour, clavecin Collaboration artistique Alain Françon
1998-1999 Femmes et Fantasmes De Jean-Sébastien Bach à nos jours, hommage tendre et irrespectueux, sincère et malicieux à l’éternel malentendu entre les sexes. Piano Jeff Cohen
1999-2000 Autour de Vivant Denon Chansons et airs français de 1775 à 1825 Auditorium du Louvre – Festival d’Istanbul
2000-2012 Liturgies pour un monde de Paix Textes (la Bible, contes talmudiques, mystiques soufis, Rilke, Tagore) Chants (Bach, Schubert, Malher, Bernstein, J. Lennon…) témoignant de la recherche du Divin -Marie-Christine Barrault, récitante, Susan Manoff, piano. (création à La Filature de Mulhouse, tournée en France)
2002-2004 Femme...femmes ! Petite histoire d’une chanteuse au xxe siècle, d’Yvette Guilbert à Hélène Delavault. Yves Prin et 7 musiciens de jazz. Collaboration J.C. Gallotta Maison de la Culture de Bourges, Théâtre national de Chaillot, Tournée en France
2006 -2008 Yvette et Sigmund ou Les gants noirs de la psychanalyse Autour de l’amitié de Freud pour Yvette Guilbert, une conversation avec chansons entre une chanteuse et son pianiste. Avec Jean-Pierre Drouet, Theâtre de Cornouaille- Théâtre du Rond-Point (15 nov.-23 déc.) Tournée 2007-2008
2009-2010 Un soir à Montparnasse Evocation (chansons, poèmes, témoignages) du temps (les Années Folles) où Montparnasse était le rendez-vous du monde artistique, musical et littéraire. Avec Cyrille Lehn ou Victorien Vanoosten au piano et le comédien Philippe Blancher Théâtre Jean-Vilar de Suresnes et Lucernaire à Paris
2000-2011 Poetry and the police Comment la chanson fut un véhicule de la contestation du pouvoir dans la France du xviiie siècle. Une conférence de Robert Darnton, directeur de la Harvard Library (traduction de son ouvrage « Poetry and the police »- Harvard University Press- sous le titre L'Affaire des Quatorze - Gallimard 2012) Oxford, Chicago, Harvard, MIT (Boston), Getty Museum (Los Angeles), Bnf (Paris)
2011-2013 Heureuse ? La malédiction du bonheur	La quête du bonheur en textes et chansons du répertoire ou compositions originales Avec les pianistes Cyrille Lehn (arrangements et compositions) et Victorien Vanoosten Théâtre du Lucernaire (26 janv- 6 mars) et tournée.
2016 Monsieur Charles et la dame du Caf-conç -Yvette Guilbert et la chanson traditionnelle. Hélène Delavault, dans un feu d'artifice, réinvente à chaque instant sa voix, entre Carmen et Barbara, jouant, chantant, déclamant ces bijoux avec une verve mâtinée d'humour. Et la salle chavire, pour le meilleur et pour le rire. (Philippe Haller- La Nouvelle république 15/12/2016)
2016-2018 Apocalypse Café- Années 20 en France et Allemagne. Chansons et textes de Tucholsky, le Canard Enchaîné, etc. Avec Romain Dayez, chanteur et Cyrille Lehn, piano et arrangements . "Un bijou de petit spectacle de cabaret... charades, fables express et dialogues hilarant. Un spectacle qui, mine de rien... renoue avec une idée de l'Europe bien plus roborative que celle que nous propose aujourd'hui le couple Merkel-Hollande!" (J.-L. Porquet Le Canard Enchaîné 06/04/2016) Maison de la Culture d'Amiens/ 3 au 7 février 2017. Chateauvallon 7 et 8 décembre 2018 [archive] Le Bal Blomet Paris 16 mai 2019
2019 Gravitation de l'Eros . Chansons françaises, américaines, brésiliennes, etc. . Avec Jean-Marc Quillet, piano et arrangements . "Sons d'hiver" Mairie du XIXe arrdt Paris . 17 février 2019.  Theatre de Lisieux février 2020. 
1980-2012  Récitals avec piano : Schubert, Schumann, Brahms, Malher, Fauré, Duparc,Debussy, Ravel, Satie, Poulenc, De Falla, Granados, Villa-Lobos, Moussorgsky, etc. Avec au piano : Jörg Demus, Stephen Kovacevich, Noël Lee, Christian Ivaldi, Jeff Cohen, Susan Manoff, Denis Pascal, etc.

## Discographie
- La Républicaine, Le Chant du Monde
- Paris 1900, Erato-Musifrance
- Les Rues de la Nuit, Le Chant du Monde
- AKS de Pascal Dusapin, 2E2M
- 2003 - Femme...femmes ! (Plaza Major)
- 2015 -Tout ce que les parents ne comprendront jamais (livre-CD pour enfants, avec Philippe Duquesne, Editions des Braques)

## Travaux littéraires
- Adaptation, avec Patrick Besnier et Marcel Bozonnet, du « Surmâle » d’Alfred Jarry en opérette. Musique de Bruno Gilet (1993)
- « Yvette et Sigmund ou les Gants Noirs de la Psychanalyse », Théâtre du Rond-Point, 2006
- Traduction des paroles de « One Touch of Venus » de Kurt Weill et Ogden Nash (Théâtre de La Renaissance de Oullins, juin 2006 et tournée en 2007)
- « De Jarry à Jarry par les îles » France-Culture à Avignon , 10 juillet 2007
- Adaptation, avec Mariame Clément, des dialogues de « La Belle Hélène » d’Offenbach, pour les opéras de Strasbourg (2008), Nantes et Angers (2009)
- Adaptation des dialogues de « Rita » de Donizetti pour sa mise en scène au CNSM de Lyon (janvier 2009)
- « Le Banquet du Bac philo » France-Culture, 18 juin 2009
- Participe, comme auteur, à l'émission "Des Papous dans la tête" sur France-Culture. « Anthologie des papous » et « Dictionnaire des papous » (Gallimard)
- "Nuits d'étoiles". Textes pour le chœur d'enfants de la Philharmonie de Paris . Juin 2016

Chansons